# خريطة جدلية
الخريطة الجدلية أو المخطط الجدلي هو عبارة عن تمثيل مرئي لهيكلية الحجة. عادةً ما تشمل الخريطة الجدلية جميع المكونات الرئيسية للحجة، والتي تعرف تقليديًا باسم الخلاصة والمقدمات، والمعروفة أيضًا بالاحتجاج والاستدلال. كذلك يمكن للخرائط الجدلية أن تحتوي على مقدمات مشتركة، واعتراضات، وحجج مضادة، وتفنيدات، وتوطئات (مبرهنات تمهيدية). هنالك أنماط مختلفة للخرائط الجدلية، ولكن غالبًا ما تكون مكافئة وظيفيًا، وتمثل الادعاءات الفردية للحجة والعلاقات الرابطة في ما بينها.
عادةً ما يشيع استعمال الخرائط الجدلية في سياق التعليم وتطبيق التفكير النقدي. إذ يهدف وضع هذه الخرائط إلى كشف البنية المنطقية للحجج، وتحديد الافتراضات الضمنية، وتقييم الدعم الذي تقدمه الحجة للوصول إلى استنتاج، والمساعدة في فهم المناظرات. وغالبًا ما تصمم الخرائط الجدلية دعمًا لتداول القضايا والأفكار والحجج في المشاكل العويصة.
لا ينبغي الخلط ما بين الخريطة الجدلية والخريطة المفاهيمية أو الخريطة الذهنية، وهما نوعان آخران من مخططات العقد والحواف (الروابط)، واللتان تخضعان لقيود مختلفة في ما يخص كلًا من العقد والحواف.

## الخصائص الرئيسية
اقترحت عدة أنواع مختلفة من الخرائط الجدلية، ولكن أكثرها شيوعًا، والذي أطلق عليه كريس ريد وغلين رو اسم المخطط القياسي، فإنه يتكون من هيكل شجري إذ يؤدي كل سبب إلى استنتاج ما. لا يوجد إجماع حول ما إذا كان يجب وضع الاستنتاج في أعلى الشجرة مع الأسباب المؤدية إليه صعودًا، أو ما إذا كان يجب على الاستنتاج أن يكون في الأسفل مع الأسباب المؤدية إليه نزولًا. وتوضع اختلافات الحجة الأخرى في مخطط من اليسار إلى اليمين.
يذكر دوغلاس ن. والتون وزملائه احتواء الخريطة الجدلية على مكونين أساسيين: «أحد هذه المكونات هو عبارة عن مجموعة من الأرقام الدائرية المرتبة كنقاط. إذ يمثل كل رقم قضيةً ما (المقدمة أو الخلاصة) في الحجة المرسومة. أما المكون الآخر فهو مجموعة من الخطوط أو الأسهم التي تربط النقاط ببعضها. إذ يمثل كل خط (سهم) استدلالًا ما. وتمثل شبكة النقاط والخطوط الكاملة ما يشبه استعراضًا معللًا للحجة المطروحة...». ومع ظهور البرمجيات التي تنتج الخرائط الجدلية، أصبح من الشائع أن تتألف الخرائط الجدلية من مربعات تحتوي على الطروحات الفعلية، بدلًا من الأرقام التي تشير إلى هذه الطروحات.
ثمة اختلاف في المصطلحات المستخدمة عند وصف الخرائط الجدلية، غير أن الرسم البياني القياسي يتضمن الهياكل الآتية:
المقدمات التابعة أو المقدمات المشتركة: حين تتطلب مقدمة مترابطة واحدة وجود مقدمة أخرى على الأقل قبل أن تتمكن من دعمها للاستنتاج: تسمى الحجة ذات الهيكل المشابه بالحجة المتصلة.
المقدمات المستقلة: حين يمكن للمقدمة دعم الاستنتاج بمفردها: ينبغي التمييز ما بين المقدمات المستقلة والحالات التي لا تقدم فيها المقدمة تأييدًا يذكر إلا في حال شملها مع مقدمة أخرى، وذلك على الرغم من أنها قد تجتمع معًا لجعل الاستنتاج أكثر إقناعًا. قد توصف الحجة بالمتقاربة حين ما تؤول عدة مقدمات أو مجموعات منها إلى استنتاج نهائي. ويختلف ذلك عن الحجة المتباعدة التي قد توظِف مقدمةً واحدةً لدعم استنتاجين منفصلين.
الاستنتاجات الوسيطة أو الاستنتاجات الفرعية: حين يدعم أحد الادعاءات ادعاءً آخر، والذي يوظف بدوره لدعم ادعاء إضافي، أي الاستنتاج النهائي أو استنتاج وسيط آخر.
يمكن تمثيل كل من هذه الهياكل من خلال طريقة «المربع والخط» المكافئة للخرائط الجدلية.

## التاريخ

### الأصول الفلسفية وتقليد رسم الخرائط الجدلية
كان رئيس الأساقفة ريتشارد هويتلي قد طرح أول شكل للخرائط الجدلية في كتاب «عناصر المنطق» الذي نشر في عام 1826، والذي صدر في العديد من الطبعات اللاحقة، إذ كان مفاد اقتراحه أن «العديد من الطلبة قد يعتبرونها طريقةً واضحةً وملائمةً للغاية لاستعراض التحليل المنطقي لمجريات الحجة من خلال رسمها على شكل شجرة أو تقسيم منطقي».
ومع ذلك، لم يصبح هذا الأسلوب مستخدمًا على نطاق واسع، وقد يعزى ذلك إلى أن الحجج المعقدة تطلبت قدرًا كبيرًا من كتابة وإعادة كتابة تلك المقدمات.
وضع الفيلسوف والمنظر القانوني جون هنري ويغمور مخططات للحجج القانونية باستخدام مقدمات مرقمة في مطلع القرن العشرين، والتي استندت جزئيًا على أفكار الفيلسوف هنري سيدجويك الذي عاش خلال القرن التاسع عشر، والذي استخدم الخطوط للإشارة إلى العلاقات القائمة بين المصطلحات.

### رسم المخططات الجدلية في العالم الناطق بالإنجليزية خلال القرن العشرين
كانت نظرية المحاججة الإنجليزية قد وضَعت أساليبًا بيانيةً للتعليل غير الصوري على مدار خمسين عامًا، وذلك على خلفية معالجتها لفشل الاختزال الصوري في المحاججة غير الصورية.
اقترح مونرو بيردسلي شكلًا من أشكال المخططات الجدلية في عام 1950. وأصبحت طريقته في ترميز الحجج وتمثيل مكوناتها باستعمال الأرقام المرتبطة معيارًا معتمدًا، وما زالت مستخدمةً على نطاق واسع. كذلك أدخل عددًا من الاصطلاحات التي لا تزال متداولة، والتي وصفت الحجج المتقاربة، والمتباعدة، والمتسلسلة.
حدد ستيفن تولمن في كتابه الرائد والمؤثر «استخدامات الحجة» الصادر في عام 1958، عناصر عدة مؤلفة للحجة والتي عممت في وقت لاحق. يستخدم مخطط تولمن على نطاق واسع في التدريس النقدي التعليمي. ورغم أن تأثير تولمن كان كبيرًا على تطور المنطق غير الصوري، بيد أن تأثيره كان ضئيلًا في بادئ الأمر، وأضحى نهج بيردسلي في رسم المخططات الجدلية، وما تبع ذلك من تطورات لاحقة، النهج القياسي في هذا المجال. طرح تولمن شيئًا مما افتقده نهج بيردسلي. بالنسبة لبيردسلي، «ربطت الأسهم ما بين الأسباب والاستنتاجات، (لكنها) لم تقدم أي دعم للتلميح القائم بينهما. وبعبارة أخرى، ليس هناك نظرية استدلالية تختلف عن الاستنباط المنطقي، إذ يُفترض أن التجاوز ليس مثيرًا للجدل ولا يستدعي الدعم أو التقييم». يرجع إلى تولمن الفضل في إدخال مفهوم التفويض، الذي «يمكن اعتباره ممثلًا عن الأسباب الكامنة وراء الاستدلال، أو مساندة ما يجيز تلك الصلة».
يرجع إلى ستيفن ن. توماس الفضل في بلورة نهج بيردسلي، إذ قدم في كتابه «العقل العملي في اللغة الطبيعية» الصادر عام 1973، مصطلح «مرتبط» لوصف الحجج التي تتضافر مقدماتها بحكم الضرورة من أجل تأييد الاستنتاج. ومع ذلك، فقد سبق توضيح الفرق الفعلي ما بين المقدمات التابعة والمستقلة.
أتاح إدخال الهيكل المرتبط إمكانية تمثيل المقدمات المفقودة أو «المخفية» في الخرائط الجدلية. وفضلًا عن ذلك، اقترح توماس استعراض الأسباب المؤيدة والمعارضة للاستنتاج من خلال تمثيل الأسباب المعارضة على شكل أسهم منقطة. وأدخل توماس مصطلح المخطط الجدلي وحدد الأسباب الأساسية على أنها تلك التي لا يدعمها أي سبب آخر في الحجة، والاستنتاج النهائي على أنه ذلك الذي لا يستعمل لدعم أي استنتاج آخر.
وضع مايكل سكريفن نهج بيردسلي-توماس في كتابه «العقل» الصادر في عام 1976. في حين كان بيردسلي يقول: «في البداية، اكتب الجمل ... وبعد القليل من الممارسة، أشر إلى الجمل بالأرقام فقط»، دعا سكريفن إلى توضيح معنى التصاريح، وإدراجها، ومن ثم استعمال مخطط شجري مرقم لاستعراض الهيكلية. كان من المقرر تضمين المقدمات المفقودة (الافتراضات الضمنية) والإشارة إليها بحرف أبجدي بدلًا من رقم من أجل تمييزها عن التصاريح الصريحة. كذلك أدخل سكريفن الحجج المضادة في مخططاته، والتي كان تولمن قد عرفها على أنها تفنيدات. وقد مكنها هذا أيضًا من رسم مخططات لحجج «توازن الاعتبارات».
في عام 1998، أدت سلسلة من الخرائط الجدلية واسعة النطاق، التي أصدرها روبرت إ. هورن، إلى إثارة اهتمام واسع برسم الخرائط الجدلية.